# Martin Šmíd
Martin Šmíd fue un estudiante universitario checoslovaco ficticio, que supuestamente fue muerto en el ataque policial a la manifestación estudiantil del 17 de noviembre de 1989 en Praga, Checoslovaquia, que inició la Revolución de Terciopelo. El rumor de la muerte de Šmíd fue difundido por Drahomíra Dražská, una portera de un dormitorio de estudiantes en el distrito de Troja de la ciudad. El activista disidente de la Carta 77, Petr Uhl, creyó su historia y la transmitió a Radio Free Europe, la BBC y Voice of America, quienes la transmitieron. La noticia de la muerte de un estudiante conmocionó a muchos, y se cree que el rumor contribuyó a la caída de la República Socialista de Checoslovaquia.
El Martin Šmíd en cuestión era presuntamente un estudiante de la Facultad de Matemáticas y Física de la Universidad Carolina. Dos estudiantes con ese nombre asistían a la facultad en ese momento, ambos en su segundo año en la universidad, pero no les pasó nada a ninguno de los dos el 17 de noviembre. Uno no asistió a la manifestación estudiantil y el otro la abandonó justo antes del ataque policial. Después de que la historia se difundió por todo el país, la reacción del público fue de indignación. El gobierno mostró a los dos Martin Šmíd y entrevistó a uno de ellos por televisión, pero la gente no creyó su afirmación de que la historia era ficticia. Las manifestaciones masivas comenzaron durante el fin de semana y el gobierno respondió arrestando a Uhl por "difundir falsos rumores".
Las acciones de Drahomíra Dražská y su motivación para ellas nunca se han aclarado del todo. La explicación más probable es que ella inventó la historia de la muerte de Šmíd, y la propia Dražská ha corroborado esta afirmación en varias ocasiones. Después de la Revolución de Terciopelo, comenzó a difundirse la teoría de la conspiración de que el incidente había sido una operación policial secreta. Según el periodista Victor Sebestyen, el Státní bezpečnost (StB, la policía secreta checoslovaca) "fingió la 'muerte' de Martin Šmíd para crear una oleada de ira popular que eliminaría al secretario general del  Partido Comunista de Checoslovaquia, Miloš Jakeš, y otros miembros de la línea dura del partido y los reemplazaría con reformadores del tipo Gorbachov". Sebestyen sostuvo que Ludvík Zifčák, un agente subalterno de la StB que se había infiltrado en el movimiento estudiantil, cayó y se hizo el muerto durante las manifestaciones del 17 de noviembre en la Plaza de Wenceslao y que Dražská, a quien Sebestyen también creía que era un agente de la StB, luego pasó a Uhl la historia de que "Šmíd" había sido asesinado.
Sin embargo, una investigación realizada por un comité del parlamento checoslovaco no encontró evidencia de estas afirmaciones, y se consideró que la participación de Dražská con el StB era muy poco probable. Además, tras los acontecimientos del 17 de noviembre, Zifčák continuó su trabajo encubierto, arrojando dudas sobre su papel como Martin Šmíd ya que la operación se vería comprometida si hubiera sido reconocido.